# Lophopetalum floribundum
Lophopetalum floribundum är en benvedsväxtart som beskrevs av Wight. Lophopetalum floribundum ingår i släktet Lophopetalum och familjen Celastraceae. Inga underarter finns listade.